# 穆罕默德格来四世
穆罕默德·格来四世（克里米亞韃靼語：IV Mehmed Geray，1610年—1674年），克里米亚汗。曾两次即位（1641－1644和1654－1666）。他支持波蘭立陶宛聯邦，在克里米亚鞑靼人中小名是苏菲。
穆罕默德也是著名诗人，喜欢哲学与宗教主题，筆名凯末尔。